# Tim Thomas (cestista)
Timothy Mark Thomas, detto Tim (Paterson, 26 febbraio 1977), è un ex cestista statunitense, professionista nella NBA.

## Caratteristiche tecniche
Alto 208 cm per 109 kg, poteva ricoprire il ruolo di ala piccola o ala grande. Le sue medie in carriera sono state di 11,9 punti, 1,6 assist e 4,2 rimbalzi per partita.

## Carriera NBA
Dopo aver giocato per un anno a livello universitario per Villanova, Thomas viene scelto come settima scelta assoluta nel Draft NBA del 1997 dai New Jersey Nets. Tuttavia viene scambiato immediatamente ai Philadelphia 76ers in cambio dei diritti per Keith Van Horn. Nel 1999 va a giocare per i Milwaukee Bucks con cui rimane fino al 2004, raggiungendo i play-off per quattro stagioni.
Nel 2004 passa ai New York Knicks in cambio ancora di Keith Van Horn. Nella stagione successiva passa ai Chicago Bulls insieme a Mike Sweetney in cambio di Eddy Curry. Ai Bulls Thomas non ha fortuna, viene infatti tagliato nel marzo del 2006. Riesce tuttavia a finire la stagione 2005-06 nei Phoenix Suns dove disputa degli ottimi play-off, in particolare è protagonista in gara-6 del primo turno contro i Los Angeles Lakers. Quell'anno i Phoenix Suns arrivano sino alla finale della Western Conference, dove vengono eliminati dai Dallas Mavericks.
Nell'estate 2006 firma un contratto di 4 anni per un totale di 24 milioni di dollari con i Los Angeles Clippers. Nella prima stagione in California, Thomas ha chiuso con 11 punti di media a partita. Nella stagione 2007-08 ha disputato 63 partite per 12,4 punti, 5,1 rimbalzi, 2,7 assist di media ad incontro.
Il 21 novembre 2008 viene scambiato, insieme a Cuttino Mobley, con i New York Knicks, in cambio di Zach Randolph e Mardy Collins.
Il 19 febbraio 2009 viene inserito nella trade che lo ha portato ai Chicago Bulls insieme al centro Jerome James e alla guardia Anthony Roberson in cambio di Larry Hughes.
Passa nella stagione 2009-10 ai Dallas Mavericks. In questa stagione gioca solo 18 partite (mantenendo una media di 7,5 punti a partita), poi decide di sospendere l'attività cestistica a gennaio per prendersi cura della moglie malata. Il 1º agosto 2010 rinnova il contratto con i Mavs per un anno, al minimo sindacale per un veterano.

### Highlights NBA
Il 4 maggio 2006 Thomas gioca una delle sue migliori partite della carriera in gara-6 della serie di play-off contro i Los Angeles Lakers. Quella sera, i Phoenix Suns giocano allo Staples Center sotto 3-2 nella serie e riescono ad evitare l'eliminazione grazie ad un tiro da tre punti di Thomas a 6 secondi dal termine che pareggia la partita. I Suns vincono la partita al tempo supplementare ed elimineranno i Lakers 4-3 in quella serie.

## Statistiche

### College
| Anno      | Squadra            | PG | PT | MP   | TC%  | 3P%  | TL%  | RP  | AP  | PRP | SP  | PP   |
| --------- | ------------------ | -- | -- | ---- | ---- | ---- | ---- | --- | --- | --- | --- | ---- |
| 1996-1997 | Villanova Wildcats | 32 | 31 | 31,4 | 45,0 | 33,6 | 79,6 | 6,0 | 2,1 | 1,8 | 1,0 | 16,9 |
| Carriera  | Carriera           | 32 | 31 | 31,4 | 45,0 | 33,6 | 79,6 | 6,0 | 2,1 | 1,8 | 1,0 | 16,9 |

### NBA

#### Regular Season
| Anno      | Squadra            | PG  | PT  | MP   | TC%  | 3P%  | TL%  | RP  | AP  | PRP | SP  | PP   |
| --------- | ------------------ | --- | --- | ---- | ---- | ---- | ---- | --- | --- | --- | --- | ---- |
| 1997-1998 | Philadelphia 76ers | 77  | 48  | 23,1 | 44,7 | 36,3 | 74,0 | 3,7 | 1,2 | 0,7 | 0,2 | 11,0 |
| 1998-1999 | Philadelphia 76ers | 17  | 0   | 11,1 | 40,3 | 26,3 | 79,2 | 1,9 | 0,9 | 0,2 | 0,2 | 4,6  |
| 1998-1999 | Milwaukee Bucks    | 33  | 26  | 18,9 | 49,5 | 32,7 | 61,4 | 2,8 | 0,9 | 0,7 | 0,3 | 8,5  |
| 1999-2000 | Milwaukee Bucks    | 80  | 1   | 26,2 | 46,1 | 34,6 | 77,4 | 4,2 | 1,4 | 0,7 | 0,4 | 11,8 |
| 2000-2001 | Milwaukee Bucks    | 76  | 16  | 27,4 | 43,0 | 41,2 | 77,1 | 4,1 | 1,8 | 1,0 | 0,6 | 12,6 |
| 2001-2002 | Milwaukee Bucks    | 74  | 22  | 26,9 | 42,0 | 32,6 | 79,3 | 4,1 | 1,4 | 0,9 | 0,4 | 11,7 |
| 2002-2003 | Milwaukee Bucks    | 80  | 70  | 29,5 | 44,3 | 36,6 | 78,0 | 4,9 | 1,3 | 0,9 | 0,6 | 13,3 |
| 2003-2004 | Milwaukee Bucks    | 42  | 42  | 32,0 | 44,3 | 36,2 | 76,2 | 4,9 | 2,1 | 1,0 | 0,4 | 14,1 |
| 2003-2004 | N.Y. Knicks        | 24  | 23  | 31,1 | 45,2 | 40,6 | 81,3 | 4,8 | 1,4 | 1,0 | 0,2 | 15,8 |
| 2004-2005 | N.Y. Knicks        | 71  | 68  | 27,3 | 43,9 | 40,9 | 78,6 | 3,3 | 1,5 | 0,6 | 0,2 | 12,0 |
| 2005-2006 | Chicago Bulls      | 3   | 0   | 10,7 | 37,5 | 16,7 | -    | 1,3 | 0,7 | 0,0 | 0,3 | 4,3  |
| 2005-2006 | Phoenix Suns       | 26  | 10  | 24,4 | 43,5 | 42,9 | 66,7 | 4,9 | 0,7 | 0,6 | 0,2 | 11,0 |
| 2006-2007 | L.A. Clippers      | 76  | 24  | 27,0 | 41,4 | 38,2 | 70,8 | 5,0 | 2,3 | 0,7 | 0,4 | 11,0 |
| 2007-2008 | L.A. Clippers      | 63  | 51  | 30,8 | 41,3 | 30,6 | 75,2 | 5,1 | 2,7 | 0,6 | 0,5 | 12,4 |
| 2008-2009 | L.A. Clippers      | 10  | 5   | 22,0 | 37,8 | 30,0 | 61,8 | 4,6 | 1,0 | 0,3 | 0,1 | 9,5  |
| 2008-2009 | N.Y. Knicks        | 36  | 1   | 21,5 | 46,1 | 42,1 | 80,6 | 3,1 | 1,3 | 0,6 | 0,3 | 9,6  |
| 2008-2009 | Chicago Bulls      | 18  | 0   | 14,1 | 40,0 | 44,2 | 70,0 | 2,3 | 0,7 | 0,3 | 0,0 | 5,8  |
| 2009-2010 | Dallas Mavericks   | 18  | 1   | 15,8 | 46,2 | 37,2 | 87,5 | 2,3 | 0,8 | 0,6 | 0,1 | 7,5  |
| Carriera  | Carriera           | 824 | 408 | 25,9 | 43,7 | 36,9 | 75,8 | 4,1 | 1,5 | 0,7 | 0,4 | 11,5 |

#### Playoffs
| Anno     | Squadra         | PG | PT | MP   | TC%  | 3P%  | TL%  | RP  | AP  | PRP | SP  | PP   |
| -------- | --------------- | -- | -- | ---- | ---- | ---- | ---- | --- | --- | --- | --- | ---- |
| 1999     | Milwaukee Bucks | 3  | 3  | 20,0 | 44,4 | 0,0  | 58,3 | 4,0 | 0,3 | 0,3 | 0,3 | 7,7  |
| 2000     | Milwaukee Bucks | 5  | 0  | 28,4 | 49,2 | 33,3 | 82,4 | 4,8 | 2,0 | 0,2 | 0,8 | 15,4 |
| 2001     | Milwaukee Bucks | 18 | 0  | 26,6 | 44,8 | 43,1 | 81,5 | 4,5 | 1,6 | 0,5 | 0,6 | 11,3 |
| 2003     | Milwaukee Bucks | 6  | 5  | 31,8 | 46,2 | 57,1 | 71,9 | 4,8 | 1,3 | 0,5 | 1,0 | 17,8 |
| 2004     | N.Y. Knicks     | 1  | 1  | 22,0 | 40,0 | 0,0  | 80,0 | 5,0 | 3,0 | 0,0 | 0,0 | 12,0 |
| 2006     | Phoenix Suns    | 20 | 14 | 31,8 | 49,1 | 44,4 | 77,6 | 6,3 | 1,3 | 0,9 | 0,4 | 15,1 |
| 2009     | Chicago Bulls   | 2  | 0  | 7,5  | 30,0 | 25,0 | -    | 1,5 | 0,0 | 0,0 | 0,0 | 3,5  |
| Carriera | Carriera        | 55 | 23 | 28,1 | 46,8 | 43,6 | 77,2 | 5,1 | 1,4 | 0,6 | 0,5 | 13,3 |

## Palmarès
- McDonald's All-American Game (1996)
- NBA All-Rookie Second Team (1998)